# Asadi Tusi
Abu Mansur Ali ibn Ahmad Āsādi Tusi (in persiano ابومنصور علی بن احمد اسدی طوسی‎; Tus, XI secolo – Tabriz, XI secolo) è stato un poeta e linguista persiano, considerato un importante poeta della letteratura persiana, il cui lavoro più noto è Garshāsp-nāma, scritto nello stile dello Shāh-Nāmeh.

## Biografia
Non si posseggono molte informazioni riguardanti la vita di Āsādi. Trascorse i suoi primi vent'anni in Tus; negli anni 1120 e 1130 lo troviamo come poeta presso la corte del Daylamita Abū Naṣr Jastān, dove nel 1055-1056 copiò il Ketāb al-abnīa'an ḥaqā'eq al-adwīa di Abū Manṣūr Mowaffaq Heravī.
Successivamente andò alla Repubblica Autonoma di Naxçıvan dove nel 1065-1066 finì l'epico Garshāsp-nāma, che dedicò ad Abū Dolaf, il governatore di Naxçıvan.
Veene chiamato infine alla corte del re Manūčehr dello Shaddadid di Ani.
Un'antica leggenda narra che Sultan Maḥmūd di Ḡazna incaricò Āsādi di scrivere lo Shāh-Nāmeh, che costituisce l'epica nazionale dei Paesi di lingua persiana, ma a causa dell'età avanzata, ha incoraggiato "il suo allievo" Firdusi a intraprendere il compito; poi alla fine della vita di Ferdusi, quando ancora rimanevano da completare quattromila battute dello Shāh-Nāmeh, l'insegnante si affrettò ad aiutare il suo allievo e, in un solo periodo di ventiquattr'ore, completò il lavoro.
Questa leggenda portò H. Ethé e E. Browne a credere che vi fossero stati due Āsādi: uno che fu l'autore del Munāẓirāt, e un altro, suo figlio, che fu l'autore del Loḡat-e fors, del Garshāsp-nāma e la copia di Ketāb al-abnīa.
Le opere di Āsādi sono i Munāẓirāt (Dibattiti), il Garshāsp-nāma (L'epica di Garshāsp) e il Loḡat-e fors (Dizionario).

### Munāẓirāt
Cinque Munāẓirāt sono esistenti; rappresentano una forma di qaṣīda, senza precedenti in arabo o in persiano. Il primo munāẓira, 'Arab o'aǰam, tratta della superiorità degli iraniani sugli arabi; il secondo, Moḡ o mosalmān, parla della superiorità dei musulmani sugli zoroastriani; gli altri tre dibattiti riguardano la tenzone fra il cielo e la terra, tra la lancia e l'arco, tra la notte e il giorno. I temi contraddittori dei primi due munāẓira indussero alcuni studiosi a dubitare dell'assegnazione del primo ad Āsādi. Può essere che Āsādi, come gli altri, abbia pensato che un musulmano iraniano fosse superiore a un musulmano arabo, ma un musulmano, qualunque sia la sua nazionalità, era superiore a un zoroastriano iraniano.

### Garshāsp-nāma
Āsādi iniziò la sua epopea, il Garshāsp-nāma (L'epica di Garshāsp) intorno al 1063 a Naxçıvan su richiesta del visir di Abū Dolaf Šaybānī. Lo finì nel 1065-1066 e la dedicò all'emiro. È composto da circa novemila distici. Il lavoro racconta le avventure di Garshāsp, identificato nello Shāh-Nāmeh con l'antico eroe iraniano Kərəsāspa, dedicato quindi alla mitica figura di un sovrano iranico delle origini, il soggetto del poema epico è tratto da antichi racconti iraniani.
Il poema inizia con Jamshid, il padre di Garshāsp, che fu rovesciato da Zahhak e fugge da Ghurang, re dello Zabulistan (vicino alla moderna Quetta). In Zabulistan, Jamshid si innamora della figlia del re e dà alla luce Garshāsp. Jamshid è costretto a fuggire. Quando la madre di Garshāsp si avvelena, Garshāsp trascorre gran parte della sua vita con suo nonno e cresce fino a diventare un guerriero come Jamshid. Dopo la morte di Ghurang, Zahhak diventa re.
Zahhak, come re, visita Zābulistān e sfida il giovane Garshāsp a uccidere un drago. Dotato di un antidoto contro il veleno del drago e armato di armi speciali, Garshāsp uccide il mostro. Dopo di che Garshāsp viaggia, dapprima in India, dove oltre ad affrontare qualche avventura Garshāsp osserva le meraviglie del paese e si impegna in un discorso filosofico. Poi va a Sarandib (Sri Lanka), dove vede l'impronta del Buddha (in fonti musulmane, identificata con l'impronta di Adamo). Garshāsp incontra poi un Brahman, al quale pone domande dettagliate su filosofia e religione e riceve risposte intrise di neoplatonismo islamico.
L'eroe torna a casa e rende omaggio a Zahak, e quando torna in Iran, suo padre muore e Garshāsp diventa re di Zābolestān. In questo momento Ferēdūn sconfigge Zahak e diventa re dell'Iran, e Garshāsp giura fedeltà a lui. Garshāsp poi uccide un altro drago prima di ritornare a Zābolestān e morire.
La preoccupazione principale di Āsādi è la versificazione, quindi le linee individuali hanno la precedenza sulla storia. Impiega termini persiani arcaici e frasi arabe; Āsādi, il poeta, il linguista, il filosofo e l'arabista appaiono tutti, ma mancano la maturità, la saggezza, il patriottismo e il visione del mondo dello Shāh-Nāmeh.

### Loḡat-e fors
Loḡat-e fors (Dizionario persiano) è stato scritto per familiarizzare la gente di Arran e dell'Azerbaigian iraniano con frasi non familiari nella poesia persiana orientale. È il più antico dizionario persiano esistente basato su esempi tratti dalla poesia e contiene frammenti di opere letterarie perdute come Kalila e Dimna di Rudaki e Wamik e Adhra di Unsuri.

## Opere
- Munāẓirāt (Dibattiti);
- Garshāsp-nāma (L'epica di Garshāsp);
- Loḡat-e fors (Dizionario persiano).